# Le Cheval de fer (film, 1975)
Pour les articles homonymes, voir Le Cheval de fer.
Pour plus de détails, voir Fiche technique et Distribution.
Le Cheval de fer est un documentaire français de Pierre-William Glenn réalisé en 1975 et consacré aux Championnats du monde de vitesse moto.

## Fiche technique
- Titre : Le Cheval de fer
- Réalisation : Pierre-William Glenn
- Production : Christian Lentretien
- Pays d'origine :  France
- Langue originale : français
- Genre : documentaire
- Durée : 107 minutes